# Olympische Winterspiele 1992/Teilnehmer (Nordkorea)
| Gelbes Symbol für Goldmedaillen mit stilisierten Olympischen Ringen | Graues Symbol für Silbermedaillen mit stilisierten Olympischen Ringen | Braundes Symbol für Bronzemedaillen mit stilisierten Olympischen Ringen |
| ------------------------------------------------------------------- | --------------------------------------------------------------------- | ----------------------------------------------------------------------- |
| —                                                                   | —                                                                     | 1                                                                       |

Nordkorea nahm an den Olympischen Winterspielen 1992 im französischen Albertville mit einer Delegation von 20 Athleten in fünf Disziplinen teil, davon neun Männer und elf Frauen. Hwang Ok-sil gewann mit der Bronzemedaille im Shorttrack über 500 Meter die einzige Medaille für Nordkorea.

## Teilnehmer nach Sportarten

### Eiskunstlauf
Männer
- Li Su-min
nicht für die Kür qualifiziert

Frauen
- Li Gyong-ok
nicht für die Kür qualifiziert

Paare
- Ko Ok-ran & Kim Gwang-ho
18. Platz (27,0)

Eistanz
- Ryu Gwang-ho & Pak Un-sil
19. Platz (38,0)

### Eisschnelllauf
Männer
- Choi In-chol
500 m: 35. Platz (39,59 s)
1000 m: 18. Platz (1:16,50 min)
1500 m: 27. Platz (2:00,36 min)

- Li Yong-chol
500 m: 24. Platz (38,38 s)
1000 m: 37. Platz (1:18,17 min)

Frauen
- Chong Chang-suk
500 m: 27. Platz (42,45 s)
1000 m: 26. Platz (1:25,10 min)
1500 m: 22. Platz (2:11,06 min)

- Kim Chun-wol
500 m: 28. Platz (42,47 s)
1000 m: 33. Platz (1:26,49 min)
1500 m: 29. Platz (2:14,87 min)

- Song Hwa-son
500 m: 25. Platz (42,23 s)
1000 m: 30. Platz (1:25,80 min)
1500 m: 31. Platz (2:15,87 min)

### Shorttrack
Männer
- Li Won-ho
1000 m: disqualifiziert

Frauen
- Hwang Ok-sil
500 m: Bronze  (47,23 s)

- Kim Chun-hwa
500 m: 19. Platz (im Vorlauf ausgeschieden)

### Ski Alpin
Männer
- Kim Chol-ryong
Riesenslalom: 67. Platz (2:45,26 min)

Frauen
- Choi Mi-ok
Riesenslalom: Rennen nicht beendet
Slalom: 38. Platz (2:11,05 min)

### Skilanglauf
Männer
- Chang Song-rok
10 km klassisch: 78. Platz (34:34,9 min)
15 km Verfolgung: 76. Platz (52:43,4 min)
30 km klassisch: 72. Platz (1:42:23,4 h)

- Son Chol-u
10 km klassisch: 89. Platz (36:08,6 min)
15 km Verfolgung: 73. Platz (52:35,5 min)
30 km klassisch: 75. Platz (1:43:14,9 h)

Frauen
- Li Gyong-ae
5 km klassisch: 61. Platz (18:54,1 min)

- Li Gyong-hui
5 km klassisch: 51. Platz (16:26,7 min)
10 km Verfolgung: 53. Platz (33:58,8 min)
15 km klassisch: 30. Platz (47:10,5 min)